# オタメシ
『オタメシ』は、CBCラジオで毎週火曜日 - 金曜日の21時台に放送したバラエティ番組。

## 概要

### 第1シーズン
当番組が放送された2020年には、日本国内で年初から新型コロナウイルスへの感染が拡大している影響で、日本プロ野球（NPB）が3月20日（金曜日・春分の日）から予定していたレギュラーシーズン開幕の大幅な延期を余儀なくされていた。
CBCラジオでは、『CBCドラゴンズナイター』として平日にNPBのナイトゲーム中継を予定していた時間帯で、3月31日から『ドラ魂ワイド』と『ドラ魂ナイト』を連日編成することで対応していた。しかし、この期間にNPBレギュラーシーズン開幕の目途が立たなかったため、4月24日から当該時間帯の番組編成を変更。『ドラ魂ナイト』を開幕まで中断することを前提に、当番組を急遽編成した。
当番組では、『オタメシ』（お試し）というタイトルを掲げたことにちなんで、CBCと縁のある若手のパーソナリティ（『CBCドラゴンズナイター』にも出演するスポーツアナウンサーの光山雄一朗など）を日替わりで起用。新型コロナウイルス感染拡大の一因とされる飛沫感染のリスクを回避する目的で、CBCラジオが自社制作番組でスタジオへ同時に入れる人数を制限しているため、生放送を基本として水曜日に限定している。その一方で、火曜日と木曜日には、スタジオでMCを担当するメンバー以外のメンバーがスタジオ以外の場所から中継で出演するコーナーを設けている。
なお、NPBでは6月19日からレギュラーシーズンを開幕することを、5月25日に決定した。この決定を受けて、CBCラジオでは開幕までの番組編成を再び見直す方針を立てたため、当番組を5月29日（金曜日）で終了。翌週（6月2日＝火曜日）以降は、当番組の放送枠で、『ドラ魂ナイト』を当初の予定より早く再開する。

### 第2シーズン
東京オリンピックの開催を受けてプロ野球ペナントレースを中断するのに伴い、ドラ魂ワイドと共に編成される期間限定の番組。

## パーソナリティ

### 第1シーズン
- CBCラジオレポートドライバー（火曜日）
- アホロートル（水曜日）
- らじお女子（木曜日）
- 光山雄一朗（金曜日、CBCテレビアナウンサー）

### 第2シーズン
- 松原タニシ・酒井直斗（火曜日）
- 紅点（水曜日）
- 田中祐子（木曜日）
- CBCラジオレポートドライバー（金曜日）

## 放送時間
- 火曜日～金曜日 21:00 - 22:00
- 金曜日 21:00 - 21:30（第1シーズンのみ）
  - 5月8日以降、『問わず語りの神田伯山』ネット再開に伴い金曜のみ30分短縮。

## 内容

### 第1シーズン
水曜日のみ生放送で、他曜日は基本的に事前収録である。

#### 火曜日「ようこそ!レポドラ控室」
レポドラのことを知ってもらい、身近に感じてもらう１時間。 普通の女の子のプライベートなトークを届ける。

##### 企画
- 突撃！隣の○○さん - スタジオに参加しないレポドラと放送中数回にわたって中継をつなぐ。
- レポドラが制服を脱いだら・・・ - 天の声からの質問に答える。
- ちょっと語らせて下さい - 人に負けないこだわりや知識のある物事について熱く語る。
- ここだけの話 - 今まで言えなかった秘密を告白。

#### 水曜日「帰ってきたアホロートル」
- 春まで同時間で「ワンチャンマイク」に出演していた名古屋吉本所属芸人のアホロートルが再登場し、得意の音楽情報や渾身のネタなどを生放送で披露する。

#### 木曜日「私たちがらじお女子です!」
- ラジオクラウド向けに配信している同名番組の地上波版。レギュラーMCはメンバーの杉浦沙映と小松吏穂。なおこの番組の放送期間は、地上波本編の一部に録り下ろしの反省会音声を加えた内容で、ラジオクラウド向けへ新作配信（クラウド通算第78回～第82回分）も行われる。

##### 企画
- これって私だけ？ - 生まれも育ちも違う杉浦・小松の2人がお互い当たり前と思ってる事をぶつけ合う。
- ヘイリスJGのコーナー - クラウド版で普段アドリブで収録している番組ジングルを、電話出演したリスナーにも参加してもらって収録する。
- ？？に恋して! - 第5回を除き、2人以外のメンバーがリモート出演し、好きなモノを熱く語る。

| 放送日        | 出演メンバー          | 好きなモノ               |
| ------------- | --------------------- | ------------------------ |
| 4/30（第1回） | 渡辺みさき            | 乃木坂46                 |
| 5/7（第2回）  | おうやゆか            | AKB48                    |
| 5/14（第3回） | 岡﨑遥                | 超ときめき♡宣伝部        |
| 5/21（第4回） | 太田あかり            | Jewel                    |
| 5/28（第5回） | - 杉浦沙映 - 小松吏穂 | - SKE48 - 私立恵比寿中学 |

- シンプルに対決のコーナー - 杉浦と小松がお互いのかけたい曲をめぐって対決する。

#### 金曜日
- 「共感できる人だけしてください。」をテーマに、CBCアナウンサー・光山雄一朗が好きなモノを思い入れたっぷりに語っていく。

### 第2シーズン

#### 火曜日「酒井松原」
同じタイトルで行われていたトークイベントが舞台をラジオに移して登場。
- 放送済み音源は松原がレギュラー出演する「北野誠のズバリ」の公式YouTubeチャンネルで公開。7月27日・8月3日放送分は東京オリンピック中継のため地上波放送は休止してYouTube配信のみとなった。

#### 水曜日「紅点の煮るなり焼くなり好きにして」
名古屋吉本に所属する芸歴1年目の芸人・紅点が登場。

#### 木曜日「指揮者田中祐子のプチシンフォニー」
名古屋出身でパリ在住の指揮者・田中が送る1時間。クラシックの話題は勿論、生放送で悩み相談を受け付ける企画も予定。

#### 金曜日「レポートドライバーズリクエスト」
第1シーズンに続いての企画。普段中継で各地を飛び回る彼女たちが、車内ではどんなことを喋っているのか？をちょっとだけ覗き見られる1時間。